# Paul Randles
Paul Joseph Randles (* 16. Dezember 1965 in Seattle, Washington; † 10. Februar 2003 in Kent, Washington) war ein US-amerikanischer Spieleautor.

## Leben
Randles war der Sohn von Patricia M. Gress und Melang F. Randles und hatte neun Geschwister. Nach seinem Schulabschluss 1983 auf der Kamiakin High School machte er auf der Central Washington University seinen B.A. in Englisch.
Randles arbeitete bei Wizards of the Coast, einem Spieleunternehmen in Renton, Washington, wo er an Spielen wie Robo Rally, Der Große Dalmuti und anderen arbeitete. Nachdem er Wizards of the Coast verlassen hatte, gründete er einen eigenen Spieleverlag Randles Games, wo er eigene und Spiele anderer Autoren veröffentlichte. Auch das von ihm mit Daniel Stahl entwickelte Spiel Piratenbucht wurde hier publiziert.
2002 wurde Piratenbucht von Amigo veröffentlicht. Das Spiel wurde 2002 beim Deutschen Spiele Preis auf den neunten Platz gewählt. Im darauf folgenden Jahr starb Randles an Bauchspeicheldrüsenkrebs.
Kurz vor seinem Tod arbeitete er an einer Fortsetzung zu Piratenbucht. Einen Prototyp des Spiels gab er seinem Freund, dem Spieleautor Mike Selinker. Gemeinsam mit Bruno Faidutti entwickelte Selinker das Spiel weiter, welches dann 2005 als Key Largo von Tilsit Éditions veröffentlicht wurde.

## Auszeichnungen
- Piratenbucht
  - Deutscher Spiele Preis 2002: Platz 9
  - Spiel der Spiele 2002: Spiele Hit mit Freunden
  - Schweizer Spielepreis 2002 Freakspiele: Platz 2